# Wilhelm Hahnemann
Pour les articles homonymes, voir Hahnemann.
Wilhelm Hahnemann, dit Willi, est un footballeur autrichien et allemand, né le 14 avril 1914 à Vienne et mort le 23 août 1991 dans la même ville.

## Biographie
En tant qu'attaquant, Wilhelm Hahnemann fut international autrichien à 23 reprises (1935-1938) pour 3 buts. Mais du fait de l'Anschluss (annexion de l'Autriche par l'Allemagne), les joueurs autrichiens sont incorporés dans l'équipe d'Allemagne de football, et ce fut le cas de Wilhelm Hahnemann.
Avec l'Allemagne, il eut 23 sélections (1938-1941) pour 16 buts. Il participa à la Coupe du monde de football 1938, en France, avec l'Allemagne. Il joua les deux matchs de l'Allemagne, contre la Suisse. Il inscrit un but à la 8e minute, le 9 juin 1938 au Parc des Princes dans le match d'appui, insuffisant pour permettre à la Suisse de gagner.
Après la guerre, il participa aux Jeux olympiques 1948 avec l'Autriche, mais celle-ci est éliminée au 1er tour par la Suède (0-3).
Il joua dans un seul club dans sa carrière de footballeur, l'Admira Vienne. Il gagna 4 fois le Championnat d'Autriche (en 1936, en 1937, en 1939 et en 1947), une Coupe d'Autriche (en 1947) et fut meilleur buteur du championnat autrichien en 1936 (23 buts). Il fut néanmoins finaliste du championnat d'Allemagne en 1939, du fait de l'Anschluss, corrigé par Schalke 04 (0-9).
Il fut entraîneur, de 1955 à 1967, de 3 clubs suisses: Grasshopper-Club Zurich, FC Biel-Bienne et FC Lausanne-Sport, remportant un doublé Championnat de Suisse et Coupe de Suisse en 1956.

## Palmarès
En tant que joueur
- Championnat d'Autriche de football
  - Champion en 1936, en 1937, en 1939 et en 1947
  - Vice-champion en 1935
- Meilleur buteur du Championnat d'Autriche
  - 1er en 1936 (23 buts)
  - 2e en 1937 (19 buts) et en 1947 (15 buts)
  - 4e en 1939 (18 buts)
- Coupe d'Autriche de football
  - Vainqueur en 1947
- Championnat d'Allemagne de football
  - Vice-champion en 1939

En tant qu'entraîneur
- Championnat de Suisse de football
  - Champion en 1956
  - Vice-champion en 1957 et en 1958
- Coupe de Suisse de football
  - Vainqueur en 1956
  - Finaliste en 1958 et en 1967